# Campionati europei di nuoto in vasca corta 2011 - 200 metri dorso maschili
La gara dei 200 metri dorso maschili degli europei di Stettino 2011 si è svolta l'8 dicembre  2011. Le batterie di qualificazione si sono disputate nella mattina e la finale nel pomeriggio.

## Medaglie
| Posizione | Atleta            | Paese    |
| --------- | ----------------- | -------- |
| Oro       | Radosław Kawęcki  | Polonia  |
| Argento   | Aschwin Wildeboer | Spagna   |
| Bronzo    | Péter Bernek      | Ungheria |

## Qualifiche
Si sono qualificati per la finale un massimo di due atleti per nazione.
| Pos. | Atleta                     | Nazionalità   | Tempo   | Batteria | Corsia | Note |
| ---- | -------------------------- | ------------- | ------- | -------- | ------ | ---- |
| 1    | Péter Bernek               | Ungheria      | 1'52”09 | 2        | 4      | Q    |
| 2    | Radosław Kawęcki           | Polonia       | 1'52”23 | 3        | 4      | Q    |
| 3    | Jan-Philip Glania          | Germania      | 1'52”48 | 2        | 5      | Q    |
| 4    | Yakov Yan Toumarkin        | Israele       | 1'52”92 | 4        | 3      | Q    |
| 5    | Yannick Lebherz            | Germania      | 1'53”28 | 4        | 5      | Q    |
| 6    | Aschwin Wildeboer          | Spagna        | 1'53”44 | 4        | 4      | Q    |
| 7    | Christian Diener           | Germania      | 1'53”45 | 3        | 5      |      |
| 8    | Dávid Verrasztó            | Ungheria      | 1'54”06 | 2        | 6      | Q    |
| 9    | Matteo Milli               | Italia        | 1'54”34 | 2        | 3      | Q    |
| 10   | Mikhail Zyagin             | Russia        | 1'54”52 | 4        | 2      | Q    |
| 11   | Sergey Makov               | Russia        | 1'55”22 | 4        | 6      | Q    |
| 12   | Olexandr Isakov            | Ucraina       | 1'55”35 | 1        | 5      |      |
| 13   | Lukas Räuftlin             | Svizzera      | 1'55”36 | 3        | 3      |      |
| 14   | Sebastian Stoss            | Austria       | 1'55”71 | 4        | 8      |      |
| 15   | Itai Chammha               | Israele       | 1'55”76 | 2        | 1      |      |
| 16   | Yegor Lytvynkov            | Ucraina       | 1'56”86 | 1        | 6      |      |
| 17   | Vitaly Melnikov            | Russia        | 1'57”25 | 3        | 6      |      |
| 17   | David Gamburg              | Israele       | 1'57”25 | 3        | 1      |      |
| 19   | Andreas Schiellerup        | Danimarca     | 1'57”32 | 4        | 9      |      |
| 20   | Andres Olvik               | Estonia       | 1'57”36 | 3        | 7      |      |
| 21   | Martin Bandura             | Rep. Ceca     | 1'57”45 | 2        | 0      |      |
| 22   | Jean François Schneiders   | Lussemburgo   | 1'57”47 | 2        | 8      |      |
| 23   | Mateusz Wysoczynski        | Polonia       | 1'57”72 | 4        | 7      |      |
| 24   | Martin Zhelev              | Bulgaria      | 1'57”95 | 3        | 9      |      |
| 25   | Kvetoslav Svoboda          | Rep. Ceca     | 1'57”98 | 2        | 2      |      |
| 26   | Jakub Kocar                | Rep. Ceca     | 1'58”20 | 2        | 7      |      |
| 27   | Jonatan Kopelev            | Israele       | 1'58”37 | 4        | 1      |      |
| 28   | Christopher Walker-Hebborn | Gran Bretagna | 1'58”70 | 1        | 1      |      |
| 29   | Ante Cvitković             | Croazia       | 1'59”05 | 3        | 2      |      |
| 30   | José Miguel Rando Galvez   | Spagna        | 1'59”22 | 3        | 0      |      |
| 31   | Roberto Pavoni             | Gran Bretagna | 1'59”31 | 1        | 2      |      |
| 32   | Oleksandr Vasyl’yev        | Ucraina       | 1'59”43 | 1        | 7      |      |
| 33   | Matas Andriekus            | Lituania      | 1'59”54 | 4        | 0      |      |
| 34   | Lavrans Veieroe Solli      | Norvegia      | 1'59”57 | 3        | 8      |      |
| 35   | Yegor Chornyy              | Ucraina       | 2'00”72 | 1        | 4      |      |
| 36   | Konstantins Blohins        | Lettonia      | 2'01”17 | 2        | 9      |      |
| 37   | Boris Kirillov             | Azerbaigian   | 2'07”07 | 1        | 3      |      |

## Finale
| Pos. | Atleta              | Nazionalità | Tempo   | Corsia |
| ---- | ------------------- | ----------- | ------- | ------ |
| 1    | Radosław Kawęcki    | Polonia     | 1'49”15 | 5      |
| 2    | Aschwin Wildeboer   | Spagna      | 1'50”63 | 7      |
| 3    | Péter Bernek        | Ungheria    | 1'51”21 | 4      |
| 4    | Jan-Philip Glania   | Germania    | 1'51”50 | 3      |
| 5    | Yakov Yan Toumarkin | Israele     | 1'51”55 | 6      |
| 6    | Olexandr Isakov     | Ucraina     | 1'54”33 | 9      |
| 7    | Yannick Lebherz     | Germania    | 1'54”35 | 2      |
| 8    | Sergey Makov        | Russia      | 1'54”68 | 0      |
| 9    | Mikhail Zvyagin     | Russia      | 1'54”82 | 8      |
| 10   | Matteo Milli        | Italia      | 1'55”71 | 1      |